# Hüttlingen, Baden-Württemberg
Hüttlingen là một thị xã nằm ở huyện Ostalbkreis, thuộc bang Baden-Württemberg, Đức.